# Jacques de Jésus
Jacques de Jésus O.C.D. (nascido Lucien Bunel) (Barentin, 29 de janeiro de 1900 - Linz, 2 de junho de 1945) foi um padre católico francês e frade carmelita descalço. Quando foi diretor de um internato administrado por sua ordem, ele escondeu vários judeus para protegê-los do governo nazista de ocupação, o que o levou a ser preso e encarcerado em vários campos de concentração nazistas.
Após sua morte no Campo de Concentração de Mauthausen-Gusen, Jacques foi nomeado um dos "Justos entre as Nações" pelo Yad Vashem, Estado de Israel, por ter arriscado sua vida durante o Holocausto para salvar judeus. O cineasta francês Louis Malle, que foi aluno do internato dirigido pelo frade, homenageou-o no filme Au revoir les enfants, de 1987. Em 1990 foi iniciado um processo pela sua beatificação.